# Wohnhaus Reinemann

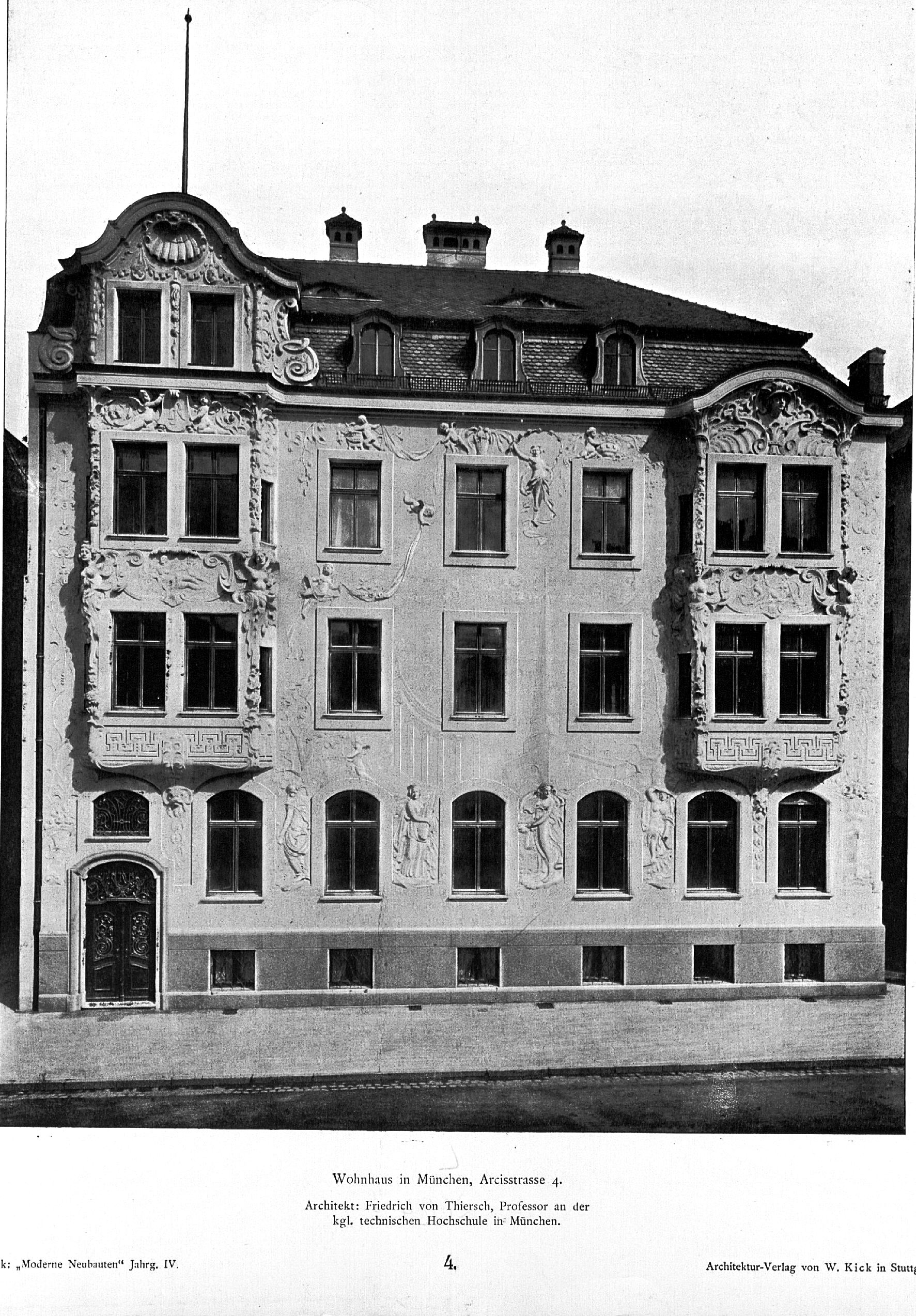
Gesamtansicht

Das Wohnhaus Reinemann war ein historisches Gebäude in der Münchner Maxvorstadt.

## Lage
Das Haus lag in der Arcisstraße 4 nahe der Karlstraße.

## Geschichte
Das Gebäude wurde 1898/99 nach Plänen des Architekten Friedrich von Thiersch, Professor an der Königlich Bayerischen Technischen Hochschule München, für den Hopfenhändler Jacob Reinemann erbaut. Die von Thiersch entworfene Stuckfassade wurde vom Bildhauer Ernst Pfeifer ausgeführt. Die Bauzeit betrug 1¼ Jahre, die Kosten betrugen 290.000 M.
1930 gehörte das Haus einem Ärzteverein, dessen Antrag, die Stuckfassade entfernen zu dürfen, von der Lokalbaukommission aufgrund der künstlerischen Bedeutung abgelehnt wurde.
Um 1933 befanden sich die Geschäftsräume der Münchener Medizinischen Wochenschrift in dem Ärztehaus in der Arcisstraße 4. 1934 wurde das Haus von der NSDAP abgebrochen, die um den Königsplatz ihr Parteizentrum errichtete.

## Beschreibung

Teilansichten
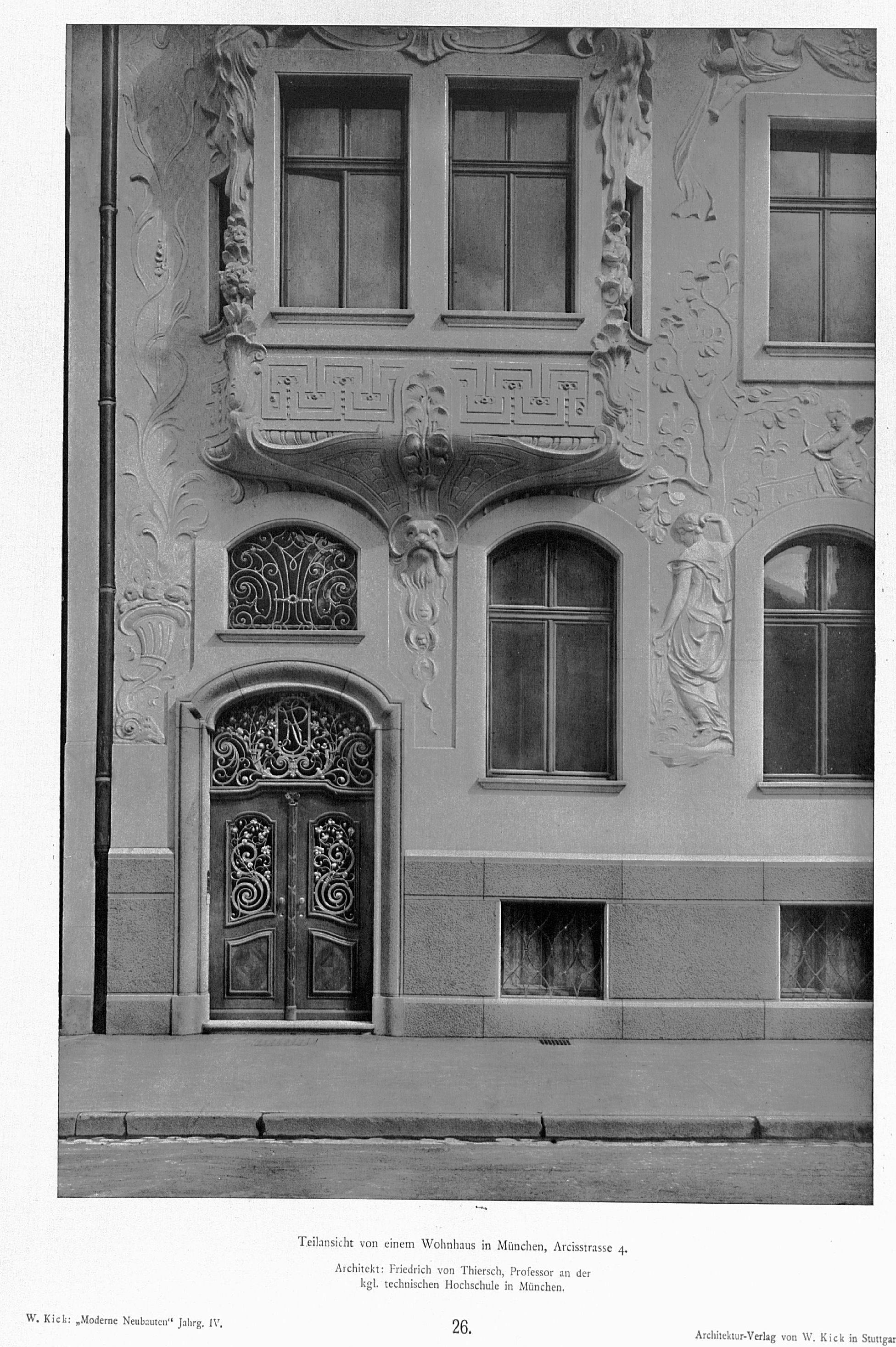
Eingang
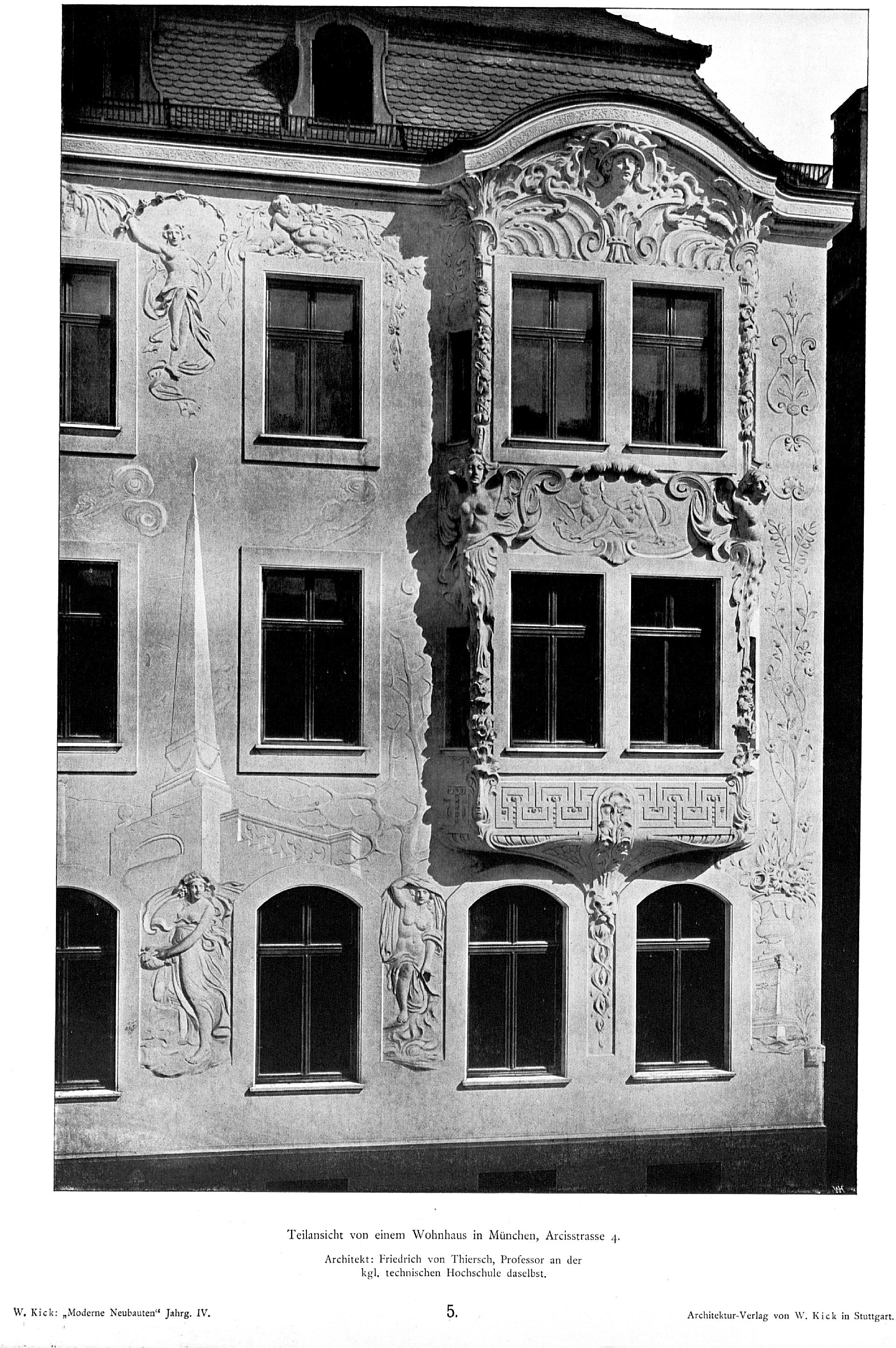
Erker

Das Haus wurde als „vornehmes Familienhaus“ errichtet. Im Erdgeschoss befand sich bei Erstellung des Hauses die Wohnung des Bauherrn. Im ersten und zweiten Stock befanden sich Mietwohnungen. Auf der Gartenseite befanden sich die Schlafräume. Es wurde bei der Errichtung des Hauses Wert darauf gelegt, dass ein möglichst stattlicher Eingang, eine große Wohnungstreppe und eine große Eingangshalle, die gleichzeitig als Empfangsraum diente, anzulegen war.
Im rückwärtigen Flügelbau befanden sich Büroräumlichkeiten, Hopfenlager, Remisen und Stallungen.
Die Fassade erhob sich über einem 1,8 m hohen Granitsockel und war mit Kalk und Sand verputzt. Der Fassadenschmuck lehnte sich mit  „figürlichen und ornamentalen Antragsarbeiten [...] an die einheimischen Vorbilder des XVIII. Jahrhunderts“ an.